# Kalapuya brunnea
A Kalapuya brunnea é uma espécie de fungo trufa pertencente ao gênero monotípico Kalapuya. Essa trufa é encontrada exclusivamente na região do Noroeste do Pacífico dos Estados Unidos, no oeste de Oregon e no norte da Califórnia. Foi anteriormente considerada uma espécie não descrita do gênero Leucangium até que análises moleculares demonstraram sua distinção desse gênero. A trufa tem coloração marrom-avermelhada com um perídio áspero e verrucoso, enquanto o interior, que produz esporos, chamado gleba, é inicialmente esbranquiçado, desenvolvendo manchas cinza-marrom à medida que amadurece. As trufas maduras possuem um odor que lembra queijo com alho, similar ao do Camembert maduro. A espécie tem sido colhida para fins culinários em Oregon.

## Taxonomia
A espécie foi descrita cientificamente pela primeira vez em 2010, com base em espécimes coletados em fevereiro de 2009 no condado de Benton, Oregon. Antes disso, era conhecida localmente há vários anos e presumida como uma espécie não descrita de Leucangium, devido à sua semelhança geral e habitat similar ao da Leucangium carthusianum; recebia o nome provisório Leucangium brunneum. Análises moleculares de sequências de DNA revelaram que a espécie não está relacionada aos gêneros de trufas da família Tuberaceae, como Tuber, Dingleya e Reddellomyces. Em vez disso, possui afinidade próxima com os gêneros hipogeos (que crescem abaixo do solo) da família Morchellaceae, incluindo Fischerula, Imaia e Leucangium; mas características genéticas e morfológicas distintas justificaram sua designação como um gênero separado. Todos os quatro gêneros hipogeos da Morchellaceae produzem esporos grandes, com tamanhos variando de 32 a 100 μm. Tanto Kalapuya quanto Imaia possuem ascos (células que produzem esporos) com paredes celulares espessas quando jovens, que se tornam finas na maturidade — uma característica não compartilhada com Fischerula. Os autores explicam que, embora os gêneros hipogeos da Morchellaceae compartilhem o traço de esporos grandes, diferenças marcantes na estrutura dos esporos e outras características microscópicas teriam descartado sua inclusão na mesma família de Morchella, não fosse a evidência molecular convincente que prova sua relação.
O nome genérico Kalapuya refere-se ao povo Kalapuya, um grupo étnico nativo americano cuja terra natal tradicional abrangia a área de ocorrência do fungo. No entanto, não há registros de que o povo Kalapuya consumisse a trufa. O epíteto específico brunnea vem do latim para "marrom", a cor da trufa madura.

## Descrição

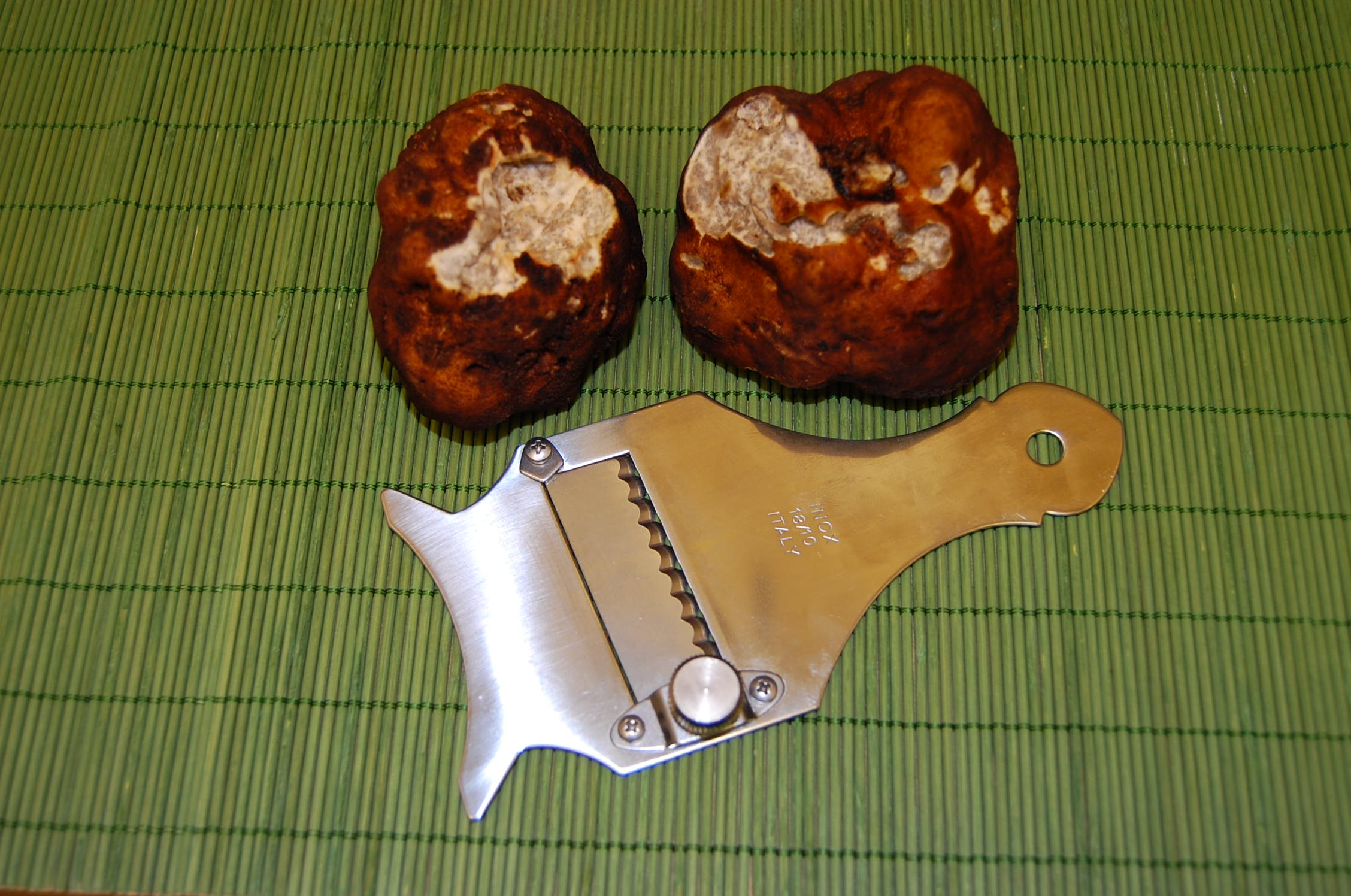
A Kalapuya brunnea é comestível e tem sido colhida para fins culinários.

Os ascomas de Kalapuya são aproximadamente esféricos, com lobos e sulcos, e têm dimensões típicas de 12 a 60 mm por 10 a 45 mm. O perídio tem até 2 mm de espessura e varia em cor de marrom-amarelado claro a marrom-alaranjado e marrom-avermelhado, geralmente com manchas mais escuras na maturidade. A textura da superfície é áspera, coberta por verrugas planas a arredondadas de 0,5 a 3 mm de largura; verrugas maiores frequentemente têm verrugas menores sobre elas. Espécimes mais velhos desenvolvem rachaduras estreitas na superfície, tornando-a areolada ou rimosa. A parte inferior do perídio possui uma fixação basal ramificada, com textura semelhante a cartilagem, que se desprende facilmente ao extrair a trufa do solo. O tecido interno que produz esporos, a gleba, é inicialmente esbranquiçado e firme, mas desenvolve manchas cinza-marrom à medida que amadurece.
Os esporos têm formato elipsoide, superfície lisa e contêm uma grande gota de óleo central cercada por gotículas menores. As dimensões dos esporos são de 32 a 43 por 25 a 38 μm, com paredes de 1 a 3 μm de espessura. Embora não reajam com o reagente de Melzer, os esporos se coram facilmente com azul de metila. Os ascos contêm de 6 a 8 esporos; são de formato variável, com dimensões de 70 a 110 por 60 a 100 μm, com um pedúnculo de 10 a 40 por 6 a 10 μm e base bifurcada. Inicialmente com cerca de 3 μm de espessura, as paredes dos ascos afinam para aproximadamente 1 μm na maturidade. A gleba é composta por hifas hialinas frouxamente entrelaçadas, de paredes finas, com diâmetro de 5 a 13 μm.

### Espécies semelhantes
A Leucangium carthusianum é semelhante em aparência, habitat e época de crescimento, mas pode ser distinguida por seu perídio mais escuro (preto-carvão). Microscopicamente, os esporos de Leucangium são maiores (60–90 μm) e possuem uma única grande gota de óleo. L. carthusianum também é comestível e valorizada por seu sabor e aroma.

## Distribuição e habitat
A espécie é conhecida apenas na região do Noroeste do Pacífico dos Estados Unidos, onde cresce em florestas de abeto de Douglas com até cerca de 50 anos de idade; os autores sugerem que ela é obrigatoriamente simbiótica com essa árvore. Geralmente aparece entre outubro e março, com ascomas crescendo nos 2 a 10 cm superiores do solo, sob a serapilheira, em elevações que variam do nível do mar até cerca de 500 m. Ocorre no lado oeste da Cordilheira das Cascatas de Oregon, bem como nas Cordilheiras Costeiras de Oregon e norte da Califórnia.

## Usos
A trufa é comestível e tem sido colhida para fins culinários, embora com menos frequência que outras trufas do Noroeste do Pacífico. Tanto o sabor quanto o odor lembram queijo Camembert maduro. Uma fonte descreveu o sabor da seguinte forma: "servidos em manteiga derretida sobre fatias de baguete, lembravam lagosta com manteiga".